# Liste der Mitglieder des Provinziallandtags der Rheinprovinz (8. Sitzungsperiode)
Diese Liste nennt die Mitglieder des 8. Provinziallandtages der Rheinprovinz 1845.

## Hintergrund
Der Provinziallandtag der Rheinprovinz bestand aus 75 Mitglieder, die sich in vier Kurien aufteilten. Die erste Kurie bestand aus vier Standesherren, die über Virilstimmen verfügten. Die Standesherren konnten sich vertreten lassen. Die zweite Kurie bestand aus den Vertretern der Ritterschaft, diese wurden in zwei Wahlkreisen (Regierungsbezirke Koblenz/Trier/Köln und Regierungsbezirke Aachen/Düsseldorf) gewählt. Die dritte Kurie bildeten die Vertreter der Städte. Diese wurden in indirekter Wahl bestimmt. Die vierte Kurie bildeten die Landgemeinden. Diese wählten die Vertreter in doppelt indirekter Wahl: Die Urwähler wählten Wahlmänner, diese dann Bezirkswähler. Wahlkreise waren die Landkreise. Für die Abgeordneten wurden jeweils auch Stellvertreter gewählt.
Der Provinziallandtag der Rheinprovinz trat in seiner 8. Sitzungsperiode vom 9. Februar 1845 bis zum 2. April 1845 zusammen. 

## Liste der Abgeordneten
| Kurie                                | Wahlkreis | Abgeordneter                                             | Anmerkung                                                                                         |
| ------------------------------------ | --- | -------------------------------------------------------- | ------------------------------------------------------------------------------------------------- |
| Stand der Fürsten, Grafen und Herren | | Fürst Ferdinand zu Solms-Braunfels                       | Julius von dem Busche-Kessel                                                                      |
| Stand der Fürsten, Grafen und Herren | | Fürst Ludwig zu Solms-Hohensolms-Lich                    | Landtagsmarschall                                                                                 |
| Stand der Fürsten, Grafen und Herren | | Fürst Hermann zu Wied                                    |                                                                                                   |
| Stand der Fürsten, Grafen und Herren | | Edmund Graf von Hatzfeld-Wildenburg                      |                                                                                                   |
| Stand der Fürsten, Grafen und Herren | | Fürst Joseph zu Salm-Reifferscheidt-Dyck                 | Dyk bei Neuss                                                                                     |
| Ritterschaft                         | Koblenz/Trier/Köln | Clemens von Boos-Waldeck                                 | Landrat, Koblenz                                                                                  |
| Ritterschaft                         | Koblenz/Trier/Köln | Franz Anton Kayser                                       | Kommerzienrat, Trier                                                                              |
| Ritterschaft                         | Koblenz/Trier/Köln | Hermann Joseph Simons                                    | Landrat, Köln                                                                                     |
| Ritterschaft                         | Koblenz/Trier/Köln | Dr. Everhard von Groote                                  | Stadtrat, Köln, Vize-Landmarschall                                                                |
| Ritterschaft                         | Koblenz/Trier/Köln | Philipp von Kempis                                       | Kendenich                                                                                         |
| Ritterschaft                         | Koblenz/Trier/Köln | Karl Friedrich von Loë                                   | Wissen                                                                                            |
| Ritterschaft                         | Koblenz/Trier/Köln | Clemens von Loë                                          | Wahn                                                                                              |
| Ritterschaft                         | Koblenz/Trier/Köln | Freiherr Clemens August Waldbott von Bassenheim-Bornheim | Bergerhausen                                                                                      |
| Ritterschaft                         | Koblenz/Trier/Köln | Maximilian von Loë                                       | Allner                                                                                            |
| Ritterschaft                         | Koblenz/Trier/Köln | Joseph von Bianco                                        | Justizrat zu Köln                                                                                 |
| Ritterschaft                         | Koblenz/Trier/Köln | Freiherr Carl von Nordeck                                | Hemmerich                                                                                         |
| Ritterschaft                         | Koblenz/Trier/Köln | Freiherr Gerhard von Carnap-Bornheim                     | Bornheim                                                                                          |
| Ritterschaft                         | Aachen/Düsseldorf | Friedrich Joseph Coels von der Brügghen                  | Landrat, Aachen                                                                                   |
| Ritterschaft                         | Aachen/Düsseldorf | Heinrich Ferdinand von Sybel                             | Düsseldorf                                                                                        |
| Ritterschaft                         | Aachen/Düsseldorf | Peter von Rath                                           | Lauersfort                                                                                        |
| Ritterschaft                         | Aachen/Düsseldorf | Wilhelm von Steffens                                     | Regierungs- und Forstrat, Aachen                                                                  |
| Ritterschaft                         | Aachen/Düsseldorf | Freiherr Theodor von Wüllenweber                         | Willendonk, als Stellvertreter                                                                    |
| Ritterschaft                         | Aachen/Düsseldorf | Josef Wergifosse                                         | Düren                                                                                             |
| Ritterschaft                         | Aachen/Düsseldorf | Graf Franz von Nesselrode-Ehreshoven                     | Düsseldorf                                                                                        |
| Ritterschaft                         | Aachen/Düsseldorf | Graf Hermann von Hompesch-Rurich                         | Schloss Rurich                                                                                    |
| Ritterschaft                         | Koblenz/Trier/Köln | Ludwig von Hymmen                                        | Geheimer Regierungs- und Landrat, Bonn                                                            |
| Ritterschaft                         | Aachen/Düsseldorf | Friedrich von Diergardt                                  | Geheimer Kommerzienrat, Viersen                                                                   |
| Ritterschaft                         | Aachen/Düsseldorf | Freiherr Friedrich von der Heyden-Rynsch                 | Winkel                                                                                            |
| Ritterschaft                         | Aachen/Düsseldorf | Freiherr Philipp von Hilgers                             | Landrat, NeuwiedRurig                                                                             |
| Ritterschaft                         | Aachen/Düsseldorf | Balhasar Herbertz                                        | Uerdingen                                                                                         |
| Städte                               | Köln | Peter Heinrich Merkens                                   | Präsident der Dampfschiffahrtsgesellschaft, Köln                                                  |
| Städte                               | Köln | Ludolf Camphausen                                        | Präsident der Handelskammer, Köln                                                                 |
| Städte                               | Aachen | David Hansemann                                          | Kaufmann, Aachen                                                                                  |
| Städte                               | Düsseldorf | Gerhard Baum                                             | Kommerzienrat und Präsident der Handelskammer, Düsseldorf                                         |
| Städte                               | Koblenz | Hermann Josef Dietz                                      | Stadtrat, Koblenz                                                                                 |
| Städte                               | Trier | Peter Ludwig Mohr                                        | Bankier, Trier                                                                                    |
| Städte                               | Elberfeld | August von der Heydt                                     | Handelsgerichtspräsident, Elberfeld                                                               |
| Städte                               | Barmen | Wilhelm Wittenstein                                      | Fabrikbesitzer, Barmen                                                                            |
| Städte                               | Krefeld | Hermann von Beckerath                                    | Bankier, Krefeld                                                                                  |
| Städte                               | Kreuznach, Kirn, Sobernheim, St. Goar, Boppard, Oberwinter, Bacharach, Stromberg                                                       | Casimir Weinkauf                                         | Kaufmann, Kreuznach, als Stellvertreter                                                           |
| Städte                               | Stromberg, Trarbach, Zell, Cochem, Mayen, Andernach, Ahrweiler, Sinzig, Remagen, Simmern                                               | Carl Christian Rhodius                                   | Kaufmann, Sinzig                                                                                  |
| Städte                               | Ehrenbreitstein, Vallendar, Bendorf, Neuwied, Linz, Wetzlar, Braunfels                                                                 | Johann Münch                                             | Oberkammerrat, Wetzlar, als Stellvertreter                                                        |
| Städte                               | Saarlouis, Saarbrücken, St. Johann, Ottweiler, St, Wendel, Baumholder                                                                  | Ludwig Heinrich Röchling                                 | Kaufmann, St. Johann                                                                              |
| Städte                               | Merzig, Prüm, Bitburg, Wittlich, Bernkastel, Saarburg, Neuerburg                                                                       | Wilhelm Stöck                                            | Apotheker, Bernkastel, als Stellvertreter                                                         |
| Städte                               | Monschau, Eupen, Malmédy, St. Vith | Anton Wilhelm Hüffer                                     | Kommerzienrat, Eupen                                                                              |
| Städte                               | Düren, Gemünd, Stolberg, Burtscheid | Jakob Mödersheim                                         | Stadtrat, Düren, als Stellvertreter, danach vertreten durch Fabrikant Leopold Schoeller aus Düren |
| Städte                               | Jülich, Eschweiler, Heinsberg, Erkelenz, Geilenkirchen mit Hünshoven, Linnich                                                          | Maximilian Flemming                                      | Kaufmann, Geilenkirchen                                                                           |
| Städte                               | Bonn, Münstereifel, Euskirchen, Zülpich, Rheinberg                                                                                     | Friedrich Werth                                          | Kommerzienrat, Bonn                                                                               |
| Städte                               | Deutz, Mülheim am Rhein, Gladbach, Gummersbach, Wipperfürth, Siegburg, Königswinter, Neustadt                                          | Karl August Koch                                         | Kaufmann, Gladbach, als Stellvertreter                                                            |
| Städte                               | Ratingen, Kaiserswerth, Angermund mit Gerresheim, Mettmann, Langenberg mit Hardenberg, Wülfrath, Velbert, Kronenberg, Steele, Hilden   | Peter Diederich Conze                                    | Kaufmann, Langenberg, als Stellvertreter                                                          |
| Städte                               | Duisburg, Mülheim an der Ruhr, Essen, Kettwig, Werden, Ruhrort, Dinslaken, Emmerich, Rees, Isselburg                                   | Franz Haniel                                             | Kaufmann, Ruhrort, als Stellvertreter                                                             |
| Städte                               | Kleve, Wesel, Goch, Gelder, Rheinberg, Moers, Orsoy, Xanten                                                                            | Johann Adolph Klöne                                      | Rentner, Wesel                                                                                    |
| Städte                               | Neuss, Grevenbroich, Wevelinghoven, Gladbach, Viersen, Dahlen, Odenkirche, Rheydt, Uerdingen, Kempen, Süchtelen, Dülken, Kaldenkirchen | Thierry Preyer                                           | Bürgermeister, Viersen, als Stellvertreter                                                        |
| Städte                               | Lennep, Ronsdorf, Lüttringhausen, Radevormwald, Burg, Hückeswagen, Wermelskirchen                                                      | Gottfried Kirberg                                        | Handelskammerpräsident, Kirberg                                                                   |
| Städte                               | Solingen, Remscheid, Dorp, Gräfrath, Wald, Höhscheid mit Merscheid, Burscheid mit Leichlingen, Opladen mit Neukirchen, Hitdorf         | Josua Hasenclever                                        | Kommerzienrat, Ehringhausen                                                                       |
| Landgemeinden                        | Regierungsbezirk Aachen | Balthasar Beemelmanns                                    | Bürgermeister, Prümmern                                                                           |
| Landgemeinden                        | Regierungsbezirk Aachen | Josef Claessen                                           | Bürgermeister, Gangelt                                                                            |
| Landgemeinden                        | Regierungsbezirk Aachen | Konrad Velder                                            | Gutsbesitzer, Hohenbusch, als Stellvertreter                                                      |
| Landgemeinden                        | Regierungsbezirk Trier | Wilhelm von Haw                                          | Landrat a. D., Trier                                                                              |
| Landgemeinden                        | Regierungsbezirk Trier | Nicolas Guittienne                                       | Bürgermeister, Niedaltdorf                                                                        |
| Landgemeinden                        | Regierungsbezirk Trier | Jakob Kleudgen Gutsbesitzer, Bennrath                    |                                                                                                   |
| Landgemeinden                        | Regierungsbezirk Trier | Karl Vopelius                                            | Gutsbesitzer, Sulzbach                                                                            |
| Landgemeinden                        | Regierungsbezirk Trier | Johann Baptist Grach                                     | Gutsbesitzer, Zeltingen                                                                           |
| Landgemeinden                        | Regierungsbezirk Koblenz | Johann Friedrich von Runkel                              | Gutsbesitzer, Heddesdorf                                                                          |
| Landgemeinden                        | Regierungsbezirk Koblenz | Bernhard Scheid Gutsbesitzer, Leubsdorf                  |                                                                                                   |
| Landgemeinden                        | Regierungsbezirk Koblenz | Karl Zunderer                                            | Gutsbesitzer, Kleeberg, als Stellvertreter                                                        |
| Landgemeinden                        | Regierungsbezirk Koblenz | Matthias Josef Raffauf                                   | Gutsbesitzer, Wolken                                                                              |
| Landgemeinden                        | Regierungsbezirk Koblenz | Adolph von Brewer                                        | Gutsbesitzer, Niedermendig                                                                        |
| Landgemeinden                        | Regierungsbezirk Koblenz | Johannes Bepler                                          | Gutsbesitzer, Kinzenbach, als Stellvertreter                                                      |
| Landgemeinden                        | Regierungsbezirk Köln | Johann Leopold Schult                                    | Gutsbesitzer, Glessen                                                                             |
| Landgemeinden                        | Regierungsbezirk Koblenz | Peter Eich                                               | Gutsbesitzer, Büdingen                                                                            |
| Landgemeinden                        | Regierungsbezirk Koblenz | Friedrich Kaspar Rohland                                 | Gutsbesitzer, Ründeroth                                                                           |
| Landgemeinden                        | Regierungsbezirk Köln | Martin Fasbinder                                         | Bürgermeister und Gutsbesitzer, Dünwald                                                           |
| Landgemeinden                        | Regierungsbezirk Düsseldorf | Gisbert Lensing                                          | Canonicus, Emmerich                                                                               |
| Landgemeinden                        | Regierungsbezirk Düsseldorf | Johann Heinrich van Loë                                  | Gutsbesitzer, Uedem                                                                               |
| Landgemeinden                        | Regierungsbezirk Düsseldorf | Urban Leven                                              | Bürgermeister, Benrath                                                                            |
| Landgemeinden                        | Regierungsbezirk Düsseldorf | August Uellenberg                                        | Gutsbesitzer, Niederheidt                                                                         |
| Landgemeinden                        | Regierungsbezirk Düsseldorf | Johann David Fellinger                                   | Gutsbesitzer, Rath, als Stellvertreter                                                            |
| Landgemeinden                        | Regierungsbezirk Düsseldorf | Franz Joseph Aldenhoven                                  | Gutsbesitzer, Zons                                                                                |